# لین (اکلاهما)
لین(به انگلیسی: Lane) شهری در ایالت اکلاهما کشور ایالات متحده آمریکا است که جمعیت آن در سرشماری سال ۲۰۱۰ میلادی، ۴۱۴ نفر بوده‌است.